# Grupo de Teatro Encenação Cultural do Pará
O Grupo de Teatro Encenação Cultural do Pará é um grupo de teatro da cidade de Belém no Pará.

## História
Fundada em 1995, a Sociedade Civil Grupo de Teatro Encenação Cultural do Pará Que tem como Finalidade trabalhar em prol de educação cultural do nosso povo Entre os principais trabalhos estão O Gato Malhado e a Andorinha Sinhá, prêmio de  melhor peça infantil de 1995; Vamos a feira, prêmios de estímulo a arte pela federação estadual dos atores do Pará, nas categorias melhor ator e  melhor atriz coadjuvante;  A dama e o vagabundo, melhor espetáculo infantil da X Mostra Nacional de Teatro de Araxá(MG), em 2000. Espetáculo participante da campanha  natal sem fome 2005, promovido pela rede Globo, entre outros.

## O Grupo
O grupo tem como diretor Fernando Matos Ator, diretor e autor de muitas peças do grupo
a sonoplastia e iluminação fica a cargo de Daniel Matos Irmão do Diretor.
os figurinos são de Irlene Rocha
No elenco principal do grupo estão os atores:
- Pollyana Nobre [4]
- Irlene Rocha
- Fernando Martos[3]
- Jorgeane Lelis[5]
- Andréa Oliveira
- Dyego Fernando
- Eduardo Viana

## Principais trabalhos
1995- O Gato Malhado e a Andorinha Sinhá

1997- A bela e a fera

1998- Cinderela

2000- A dama e o vagabundo

Sítio do Picapau Amarelo

2003- Uma aventura com Peter Pan

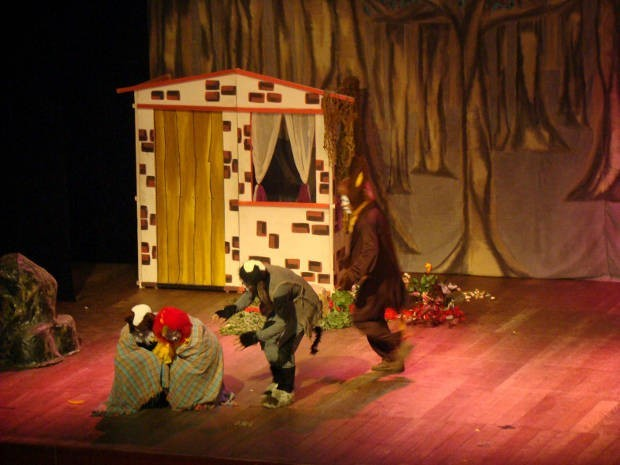
Os quatro amigos saltimbancos
Uma das maiores obras do grupo, foi a peça Cabanos  , que contou com a participação de varias gerações de atores que se formarão na escola de teatro do sesi em belém

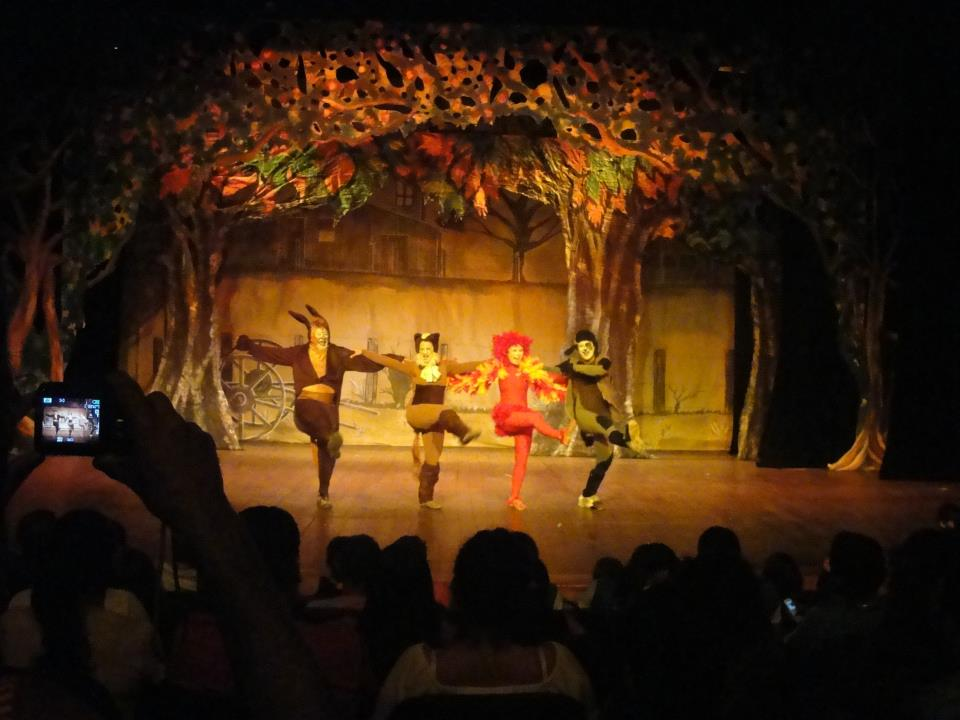
Os quatro amigos saltimbancos NO TEATRO DA PAZ

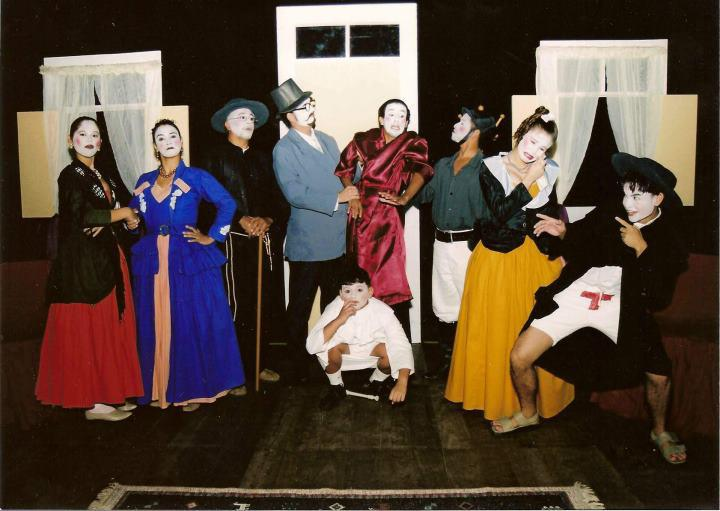
O noviço

## Prêmios
| Ano  | Prêmio                                                                 | Categoria                              |
| ---- | ---------------------------------------------------------------------- | -------------------------------------- |
| 1995 | Melhor peça infantil de 1995                                           | Melhor peça                            |
| 1995 | Estímulo a arte                                                        | Melhor ator e melhor atriz coadjuvante |
| 2000 | Melhor espetáculo infantil da X Mostra Nacional de Teatro de Araxá(MG) | Melhor espetáculo infantil             |